# 江户川短期大学
江户川短期大学（日语：／ Edogawa Tankidaigaku *），简称江户短（えどたん），是过去一所位于日本千叶县流山市的私立短期大学。

## 概要

### 简介
- 源流成立于1931年[1]。短期大学为于1985年开办[1]、由学校法人江户川学园经营、招生到于2005年[2]、停办于2007年。为男女同校从2001年[1]。

### 历史
- 1985年 江户川女子短期大学成立并同时设置人文学科有三个专攻、以下列举[1]。
  - 日文学专攻
  - 英文学专攻
  - 文化史专攻
- 1997年 两个专攻改名为、以下列举[2]。
  - 日文学专攻→日本文学专攻
  - 英文学专攻→英语英文学专攻
- 1999年 人文学科三个专攻各自招生最后。次年各自合并为文化交流学科[注 2]（没有专攻课程）[1]。
- 2001年 改校名为江户川短期大学、开始招収男学生[1]。
- 2005年 招生最后、次年停止招生（正式停办于2007年6月11日[2]）。

## 学校环境
- 校区：在了千叶县流山市[注 1]

## 历任校长
- 加藤静一：第一代短期大学校长[1]。
- 北原由夫：最后短期大学校长[1]。

## 组织

### 学科
- 文化交流学科[注 2]

### 前学科
| - 人文学科 - 日本文学专攻 - 英语英文学专攻 - 文化史专攻 |

### 专科
| - 没有 |

### 业余课程
| - 没有 |

## 知名校友
- 加藤丽子：女演员

## 相关链接
- 日本短期大学列表